# Milsbeek
Milsbeek (kleverländisch De Milsbèk) ist ein Dorf im äußersten Norden der Provinz Limburg in den Niederlanden. Das Dorf gehört zur Gemeinde Gennep und hat 2.880 Einwohner (Stand: 1. Januar 2024).
Im Dorf gibt es einen Fußballverein, eine Blaskapelle, eine Theatergruppe, einen Tennisklub, Korbballverein, verschiedene Karnevalsvereine, einen Schützenverein, eine Schützenbruderschaft und eine Grundschule. Bei Milsbeek mündet die Niers in die Maas. Das Dorf verdankt seinen Namen einem Bach mit rostbraunem Wasser, der in einem Moor entspringt. Mil bedeutet rostfarbiges Wasser und beek bedeutet Bach. Heutzutage nennt man den Bach Kroonbeek.

## Geschichte
Erstmals erwähnt wurde Milsbeek in einem Rentenregister des Klosters Graefenthal im Jahr 1329. Die Abtei ’s-Gravendal in Asperden war Eigentümerin von „supra Milsbeke“, einem Gut an dem Milsbeek (Milsbach). Dabei wurde Milsbeek auch genannt im Zusammenhang mit Brückenzoll, der auf die Überquerung des Baches erhoben wurde. Die Herren von Gennep aus dem nahegelegenen Genneperhuis besaßen das Zollrecht.
In unmittelbarer Umgebung von Milsbeek fand 1574 die Schlacht auf der Mooker Heide statt. Bei der Eroberung der Festung „Genneperhuis“ von den Spaniern im Jahr 1641 durch die Niederländer war Milsbeek wegen der Bollwerke auf seinem Gebiet von Kampfhandlungen betroffen. Nach langer Belagerung wurde die Festung durch die Vereinigten Niederlande zurückerobert. Straßennamen wie „Kanonskamp“ und „Schuttersplein“ nehmen im heutigen Milsbeek Bezug auf diese Zeit. Milsbeek gehörte jedoch nicht zur Republik der Sieben Vereinigten Provinzen, sondern zum Herzogtum Kleve.
In der ersten Hälfte des 17. Jahrhunderts wurde Milsbeek zum ersten Mal auf der Landkarte von Nicolaes van Geelkercken verzeichnet. Im Zeitraum von 1731 bis 1732 wurde es für das Klevische Kataster sorgfältig kartografiert.

## Die Pfarrei Milsbeek

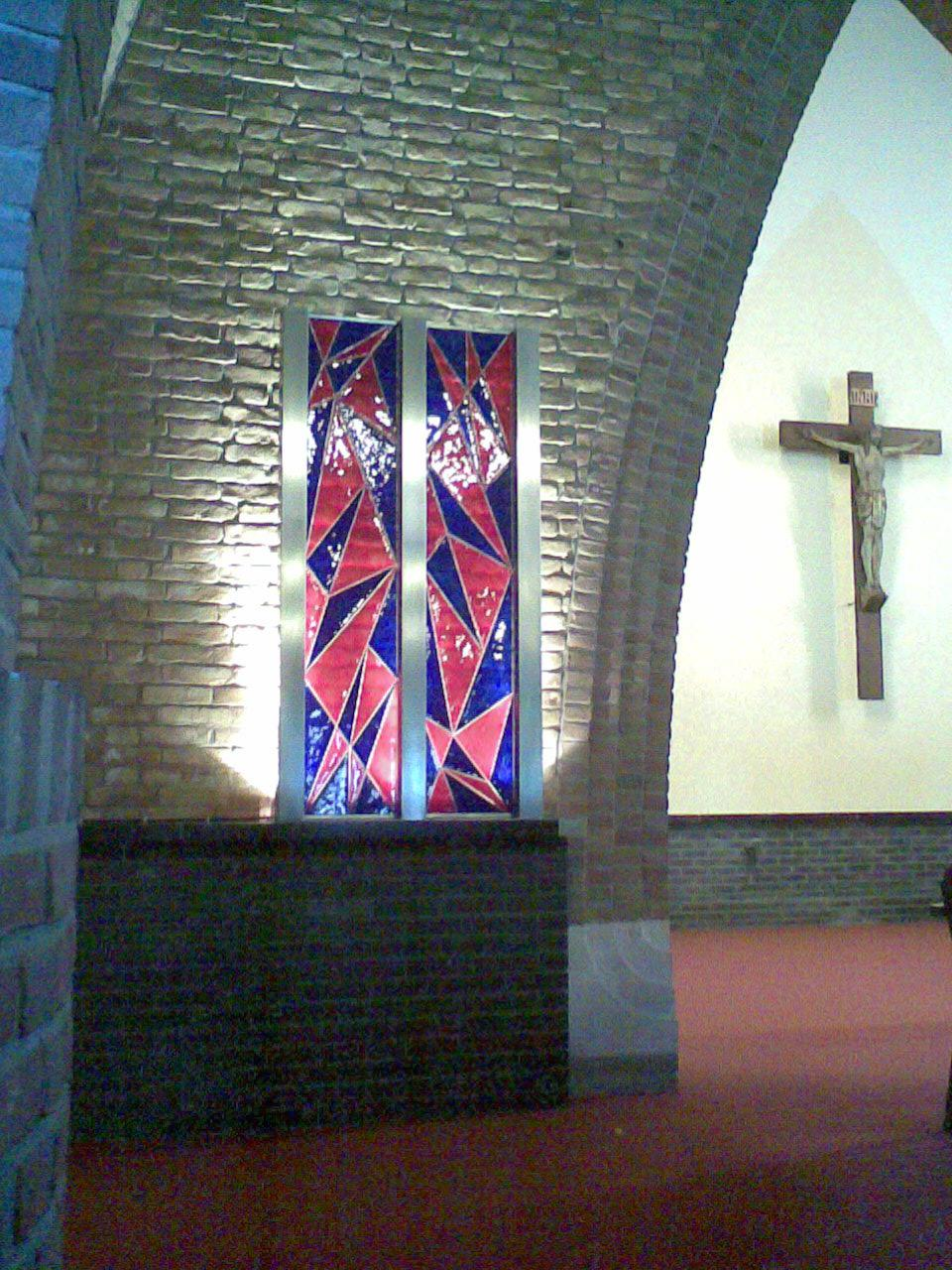
Glaskunstwerk von Tonny Meeuwssen in der Milsbeeker Kirche

Im April 1930 wurde Kaplan L. Hoefnagels aus Baarlo zu Msgr. Schrijnen, Bischof von Roermond, gerufen. Unter dem Siegel der Verschwiegenheit erklärte man ihm, dass er zum „Bau-Pastor“ von Milsbeek ernannt werden solle. Kaplan Hoefnagels nahm die Herausforderung an. Bei den Personalentscheidungen im September wurde schließlich die Absicht bekundet, eine neue Kirchengemeinde in Milsbeek zu gründen. Am 21. September desselben Jahres schrieb Msgr. Schrijnen einen Brief an die Priester und Gemeindeglieder in Ottersum. Darin betonte er die Notwendigkeit einer Gemeinde in Milsbeek. Gleichzeitig schlug er Grenzen vor und gab der neuen Gemeinde ihren Namen: „Onze Lieve Vrouwe van Altijddurende Bijstand“. Beschwerden konnten innerhalb von acht Tagen beim Dekan von Gennep geltend gemacht werden. Die offizielle Gründungsakte von Milsbeek ist auf den 9. Dezember 1930 datiert. Die neue Gemeinde erhielt die vollen Rechte. In unmittelbarem Zusammenhang entstand eine Grundschule in Milsbeek. Sie war von Anfang an als koedukative Einrichtung geplant. Dies war für die damalige Zeit ungewöhnlich. Das Schulgebäude wurde vor der Kirche fertiggestellt und diente zunächst auch als Notkirche. Die neue Gemeinde umfasste 127 Familien.

## Töpferhandwerk

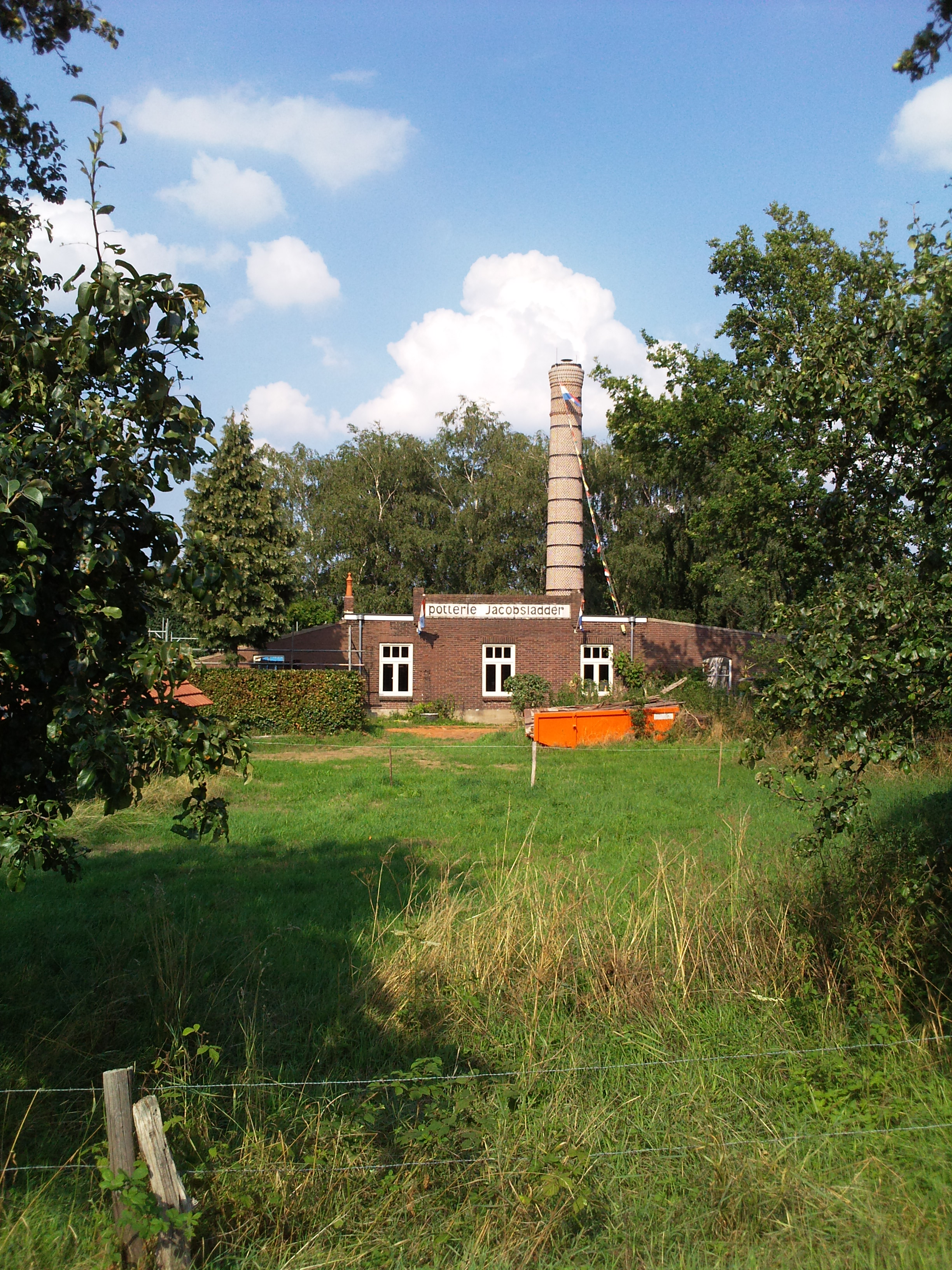
Töpferei Jacobsladder am Rijksweg

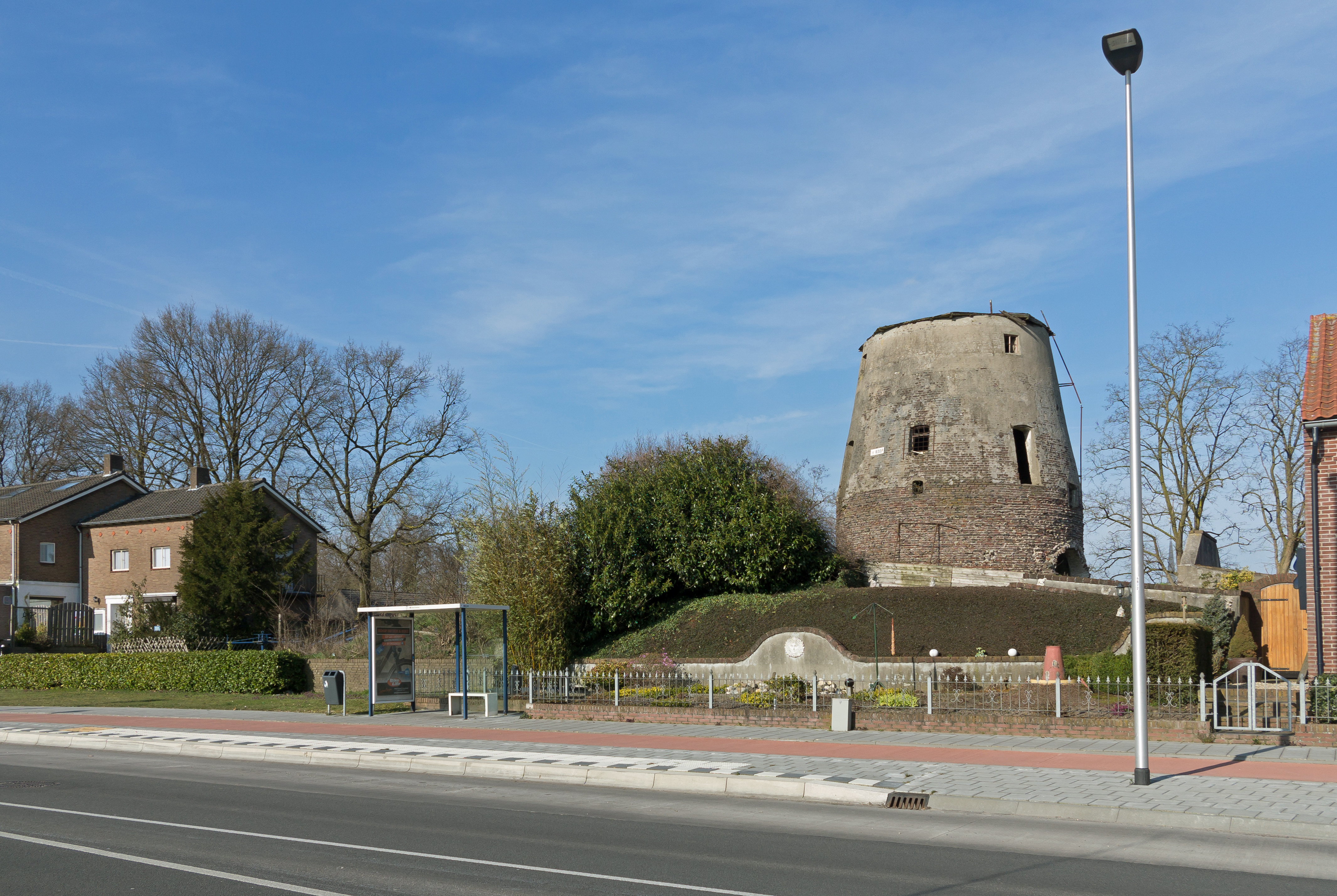
Frühere Mühle am Rijksweg

Durch das Töpferwesen im Milsbeek erlangte das Dorf größere Bekanntheit. Bereits im Goldenen Zeitalter müssen sich Töpfer in Milsbeek niedergelassen haben. Überlieferungen zufolge kamen sie aus Sonsbeck. Auf der Bloemenstraat ist auf alten Karten eine Töpferei verzeichnet, während ein Acker an der Rozenbroekstraat früher „Acker des Töpfers“ genannt wurde. Die damaligen Töpfer fertigten Gebrauchsgegenstände wie Krüge, Schalen und Tabaksdosen. Sie verschwanden jedoch vor der Industrialisierung und Automatisierung. Bei der Verdrängung des kleinen Handwerks gab Regout in Maastricht die entscheidenden Impulse. Nur diejenigen, die rechtzeitig auf die Produktion von Blumentöpfen umstiegen, überstanden dies. Döt und Jan Liebrand aus Ottersum und Van Arensbergen aus Gennep gehörten dazu. Einige Milsbeekener kamen von dort in den 1930er Jahren als Selbstständige nach Milsbeek zurück. Die ersten waren Jan und Wim Bindels aus Potkuilen. Nachdem Jan Bindels kurze Zeit bei Van Arensbergen und noch kürzere Zeit bei Liebrand gearbeitet hatte, baute er in Eigenregie einen kleinen Betrieb in Potkuilen und nahm 1931 die Produktion auf. Jan, ein kundiger Töpfer, entwickelte und baute die erste Presse der Umgebung und gab damit den Anstoß für die Mechanisierung der Produktion. Ebenfalls baute er später diverse Öfen in Milsbeek.
Dann folgten Bertje Arts im Jahr 1934 und einige Jahre später die Gebrüder van den Hoogen, Wim Jansen und Peter Linders und danach die Gebrüder Grutters, Herman Wientjes und Wim Jansen mit einer kleinen Manufaktur und Bart Wijnhoven. Im Jahr 1952 bauten die Pioniere Jan und Wim Bindels einen weiteren Betrieb am Molenweg (heute Ovenberg), da in den Potkuilen keine Elektrizität verfügbar war. Milsbeek wurde zum Töpferdorf, in einer für die Niederlande einmaligen Konzentration.
Der Ton für die Herstellung wurde in dem Gebiet „de Potkuilen“ gewonnen. Man stellte vornehmlich Blumentöpfe her, anfänglich vornehmlich in der Umgebung von Lent. Gebrannt wurde mit Hilfe von Zweigen und Restholz. Die fortschreitende Automatisierung und Massenproduktion führten in den 1960er Jahren zum Verschwinden kleiner Produktionsstätten.
Das Töpferwesen prägt Milsbeek noch heute. Die damalige Prinzessin Beatrix besuchte am 6. Mai 1960 die Töpferei „De Olde Kruyk“. Der jährliche Keramikmarkt Keramisto trug ebenfalls zur internationalen Bekanntheit Milsbeeks bei.